# Hellisøy fyr
Hellisøy fyr er et kystfyr som ligger på en lille ø, den inderste af Hellesøyni, i Fedje kommune, Vestland fylke i Norge.

## Fyrtårnet
Fyret blev tændt første gang 15. oktober 1855 og er landets næstældste støbejernstårn efter Eigerøy fyr i Rogaland. Fyret står på en lav granitsokkel og er 32,3 meter højt. Tårnet er rødmalet med to hvide bælter. Fyrtårnet har en speciel konstruktion som der kun findes et andet eksempel på i Norge (Eigerøy fyr). Som sikring mod bølgeslag er tårnet foret med teglsten og de to nederste etager er på det nærmeste fyldt med natursten.

## Fyrlys
Lampen er et 3. ordens linseapparat, med en styrke på 960.000 candela. Linseapparatet og lygtehuset fra 1903 er fremdeles i drift. Lyset er 46,5 meter over havet og har en rækkevidde på 18,8 nautiske mil. Det lyser fast hvidt med en blink hvert 30. sekund.

## Bolig
Fyrvogterboligen blev opført i 1903 efter at den gamle bolig blev ramt af et lyn og brændte ned året før.

## Automatisering og fredning
Fyret blev automatiseret i 1992 og fyrstationen med fyrtårn, fyrvogterbolig, maskinhus og naust blev fredet af Riksantikvaren i 2000. Fyret bruges nu til fyrkafé og udstilling i juli måned og ellers til udlejning til feriegæster.

## Andet
Den 12. januar 2007 skete Server-forliset (no) da fragtskibet MS «Server» gik på grund på den holm fyret står på og forårsagede et olieudslip.